# 化学治疗药

## 概念
- 化学治疗药(Chemotherapeutic Agents)的概念是1909年德国细菌学家Ehrlich发现砷凡钠明(Salvisan)治疗原虫的感染后提出来的。
- 尽管，用化学品治疗微生物感染疾病可追溯到1619年前首次报道用金鸡纳树皮提取物治疗疟疾和用土根皮提取物治疗阿米巴肠炎，可能因为一种民间的土法，不能形成学术概念。
- 之后1932年磺胺类药物的先驱百浪多息(Prontosil)的发现，使化学治疗药的概念被界定为用化学物质来治疗微生物感染疾病而被普遍地接受

## 分类
化学治疗药可以分为
- 喹诺酮类抗菌药 Quinolone Antimicrobial Agents
  - 萘定酸类 Naphthridinic Acids
  - 噌啉羧酸类 Cinnolinic Acids
  - 吡啶并嘧啶羧酸类 Pyridopyrimidinic Acids
  - 喹啉羧酸类 Quinoline Acids
- 抗结核药物 Tuberculostatics
- 磺胺类药物及抗菌增效剂 Antimicrobial Sulfonamides and Antibacterial Synerists
- 抗真菌药物 Antifungal Drugs
- 抗病毒药物 Antiviral Agents
- 抗寄生虫药 Antiparasitic Drugs